# Philétios

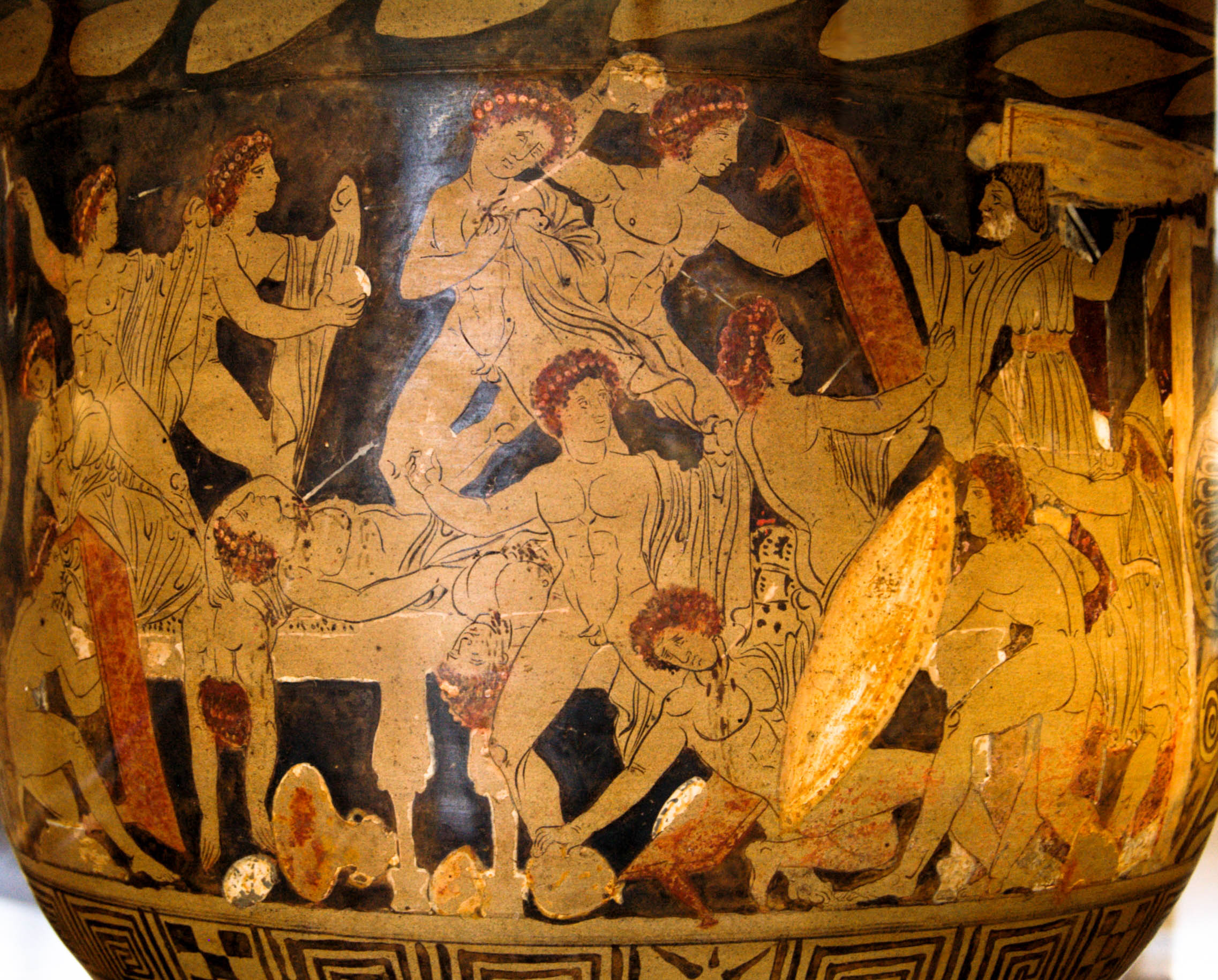
Possible représentation de Philétios et d'Eumée aidant Ulysse et Télémaque à massacrer les prétendants de Pénélope. Cratère des prétendants du peintre d'Ixion, vers -330, musée du Louvre.

Philétios ou Philœtios (en grec ancien : Φιλοίτιος / Philoítios) est un personnage de la mythologie grecque qui apparaît pour la première fois dans l’Odyssée. C'est un bouvier, serviteur et allié d'Ulysse dans son combat contre les prétendants de Pénélope à son retour à Ithaque.
Le bouvier Philétios apparaît dans l’Odyssée au chant XX. Après son retour à Ithaque, tandis qu'il se cache dans la maison du porcher Eumée et se déguise en mendiant pour échapper aux prétendants, Ulysse croise Philétios, qui ne le reconnaît pas sous son déguisement mais lui trouve une ressemblance avec Ulysse et lui fait bon accueil. Philétios indique qu'il a été fait berger par Ulysse qui lui avait donné des vaches à garder en Céphallénie alors qu'il était encore enfant. Philétios est triste de l'absence prolongée d'Ulysse et de sa mort probable. Il ne pense que du mal des prétendants, qu'il n'a pas envie de servir, et il espère encore le retour d'Ulysse. Ulysse déguisé lui laisse entendre que le maître pourrait être bientôt de retour. Philétios déclare qu'il se mettrait aussitôt au service de son ancien maître.
Au chant XXI, Philétios, comme Eumée, vient prêter main-forte à Ulysse pour massacrer les prétendants. Comme Eumée, il pleure d'émotion en revoyant l'arc d'Ulysse, ce qui leur vaut à tous deux une réprimande du prétendant Antinoos. Un peu plus tard, Ulysse le questionne encore sur sa détermination à servir Ulysse, de même qu'Eumée, puis il leur révèle à tous deux sa véritable identité et ils se mettent aussitôt à son service. Philétios se charge de fermer les portes de la salle et de les assujettir à l'aide d'une corde afin qu'aucun prétendant ne s'échappe. Il prend également part au combat. Après le massacre, Ulysse se prépare à affronter les familles des prétendants morts : là encore, Philétios, comme Eumée, prend les armes à son service.
Après les épopées homériques, Philétios est également mentionné par le pseudo-Apollodore. Il apparaît aussi chez Théocrite et chez Ovide.